# Mihaela Ciobanu
Mihaela Ciobanu (geboren am 30. Januar 1973 in Bukarest) ist eine ehemalige rumänisch-spanische Handballspielerin, die auf der Spielposition im Tor eingesetzt wurde.

## Vereinskarriere
Ciobanu begann mit dem Handball bei „Clubul Sportiv Școlar 5 Rapid“ in Bukarest. Von 1991 an stand sie bei CS Rapid Bukarest unter Vertrag. 1998 wechselte sie nach Spanien, wo sie bis zum Jahr 2006 bei CB Mar Alicante aktiv war. Von 2006 bis 2007 lief sie für Balonmano Bera Bera auf, von 2007 bis 2009 für Cementos La Unión Ribarroja und von 2009 bis 2010 für Elche Mustang. Nach einer Pause spielte sie von 2011 bis 2012 noch für BM Alcobendas, dann beendete sie ihre Karriere.

## Auswahlmannschaften
Ciobanu lief sowohl für Rumänien als auch für Spanien in Auswahlmannschaften auf.
Von 1989 bis 2002 war sie in 79 Einsätzen für die rumänische Frauen-Handballnationalmannschaft aktiv.
Ihren ersten Einsatz mit der spanischen Nationalmannschaft bestritt sie im Jahr 2008, bis 2012 war sie in 80 Länderspielen eingesetzt. Mit der Nationalmannschaft Spaniens nahm Ciobanu an der Europameisterschaft 2008 (2. Platz), der Weltmeisterschaft 2009 (4. Platz), der Weltmeisterschaft 2011 (3. Platz) und am Handballwettbewerb der Olympischen Spiele 2012 (3. Platz) teil.

## Trainer
Ab 2018 trainierte sie bei CSM Bukarest.